# اگیواس تئودوروز، لارناکا

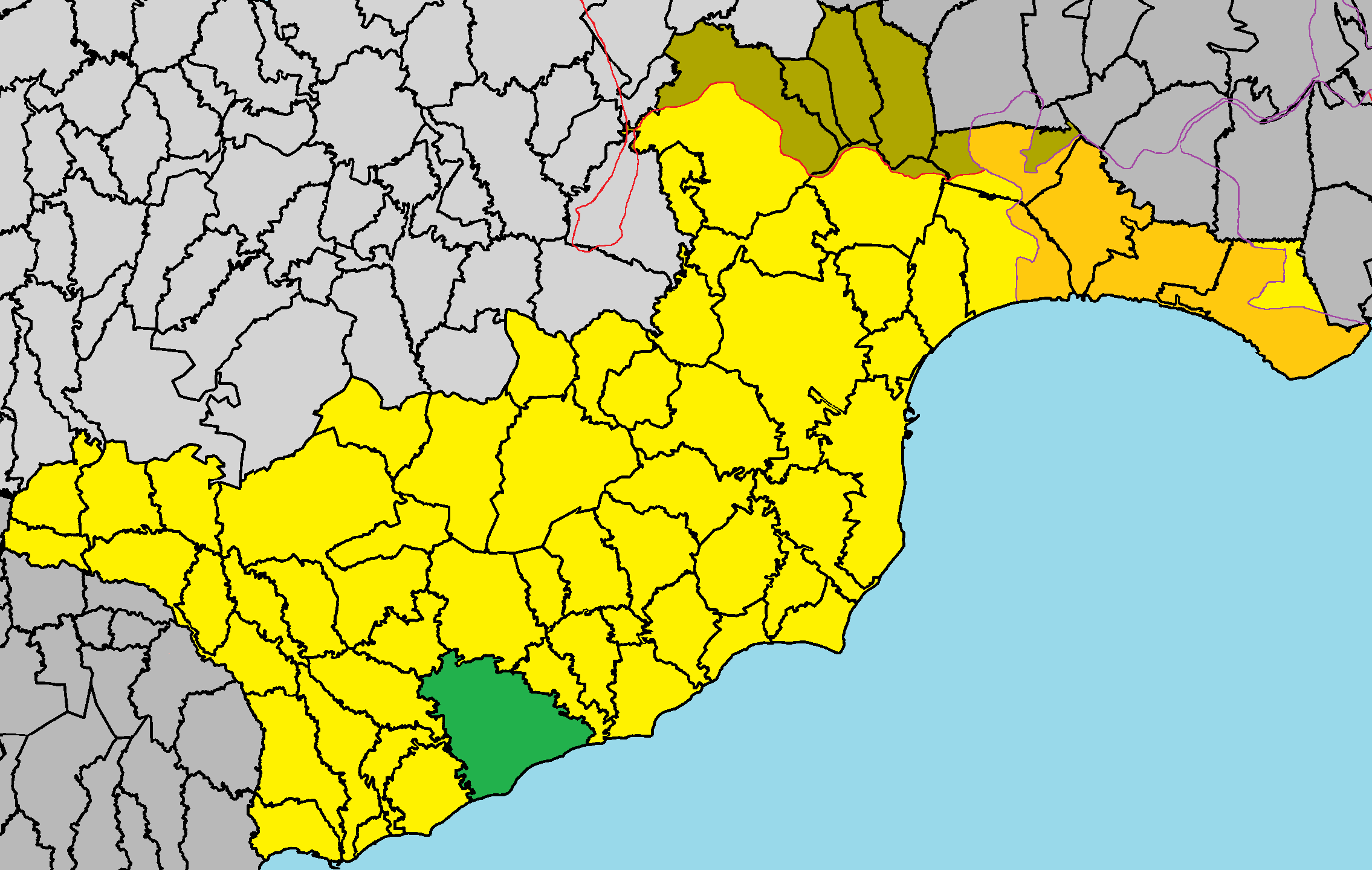
آگیواس تئودوروس در ناحیه لارناکا.

اگیواس تئودوروز، لارناکا (به لاتین: Agios Theodoros, Larnaca) یک منطقهٔ مسکونی در قبرس است که در ناحیه لارناکا واقع شده‌است.

## خصوصیات
اگیواس تئودوروز ۵۹۹ نفر جمعیت دارد.